# Kim Mestdagh
Pour les articles homonymes, voir Mestdagh.
Kim Mestdagh, née le 12 mars 1990 à Ypres (Belgique), est une joueuse belge de basket-ball évoluant au poste d'arrière.

## Biographie

### En club
À l'âge de 25 ans, après deux doublés consécutifs coupe et championnat avec Braine (14,8 points de moyenne, 3,6 rebonds et 2,6 passes décisives en Eurocupe), elle annonce rejoindre le championnat de France aux Flammes Carolo en avril 2015. En 2017-2018, elle signe pour le club turc de Université  du Proche-Orient (Yakin Dogu), mais elle n'y trouve qu'un temps de jeu réduit et rejoint Salamanque dès le mois de novembre 2017 et finit la saison championne d'Espagne.
En 2018-2019, elle rejoint un autre club turc, Çukurova, qui n'est défait qu'en finale, puis à l'été 2019, elle fait son retour avec les Flammes Carolo, mais elle quitte le club en novembre 2020 pour aller renforcer Schio, club où évolue sa compagne Giorgia Sottana.

### Équipe nationale
Sélectionnée avec l'équipe nationale — entraînée par son père Philip Mestdagh — pour le championnat d'Europe 2017, elle offre à la Belgique sa première médaille continentale avec le bronze, qualificative pour la Coupe du monde 2018 : « Personne n’y croyait. Notre équipe encore moins. On savait qu’on avait du talent, des grandes joueuses mais on ne savait pas comment on allait jouer dans un tournoi comme celui-ci. On ne savait pas comment on allait réagir face à la pression mais on a grandi au fur et à mesure du tournoi et on termine avec un match comme ça qui vaut la médaille : c’est génial ». Lors de la Coupe du monde 2018, elle aligne des statistiques de 16,2 points par match.

## Carrière
- 2008-2012 :  Rams de Colorado State
- 2012-2013 :  CD Zamarat
- 2013-2015 :  Royal Castors Braine
- 2015-2017 :  Flammes Carolo basket
- 2017-2018 :  Université du Proche-Orient
- 2017-2018 :  Perfumerias Avenida Salamanque
- 2018-2019 :  Çukurova basketbol
- 2019-2020 :  Flammes Carolo basket
- 2020-2023 :  Famila Schio

## Distinctions personnelles
- 2015 : Joueur de l'année

## Palmarès
Sélection nationale
- Médaille de bronze au championnat d'Europe 2017 en République tchèque[8]
- Médaille de bronze au championnat d'Europe 2021 en France et Espagne

Club
- Championne de Belgique en 2014 et 2015
- Vainqueure de la Coupe de Belgique en 2014 et 2015
- Championne d'Espagne en 2018
- Eastern Conference Championne en 2019
- WNBA Championne en 2019
- Vainqueure de la coupe d'Italie en 2021 et 2022
- Vainqueure de la Supercup d'Italie en 2021 et 2022
- Championne d'Italie en 2022 et 2023[9]